# Leopoldo Peñarroja Torrejón
Leopoldo Peñarroja Torrejón (Vall de Uxó, Castellón, 24 de junio de 1954) es un filólogo e historiador español autor, entre otras obras, de El mozárabe de Valencia. Nuevas cuestiones de fonología mozárabe (Gredos, Madrid, 1990), cuya tesis central postula la continuidad lingüística entre el romance anterior a la reconquista (o mozárabe) y el valenciano, que no constituiría una derivación directa del Idioma catalán.
Es licenciado en Filosofía y Letras por la Universidad de Valencia, doctor en Historia por la Universidad de Zaragoza y Académico de la RACV. Es miembro de la Sociedad Española de Lingüística. Desde diciembre de 1985 a junio de 2004 fue miembro del Consejo Valenciano de Cultura a propuesta del Partido Popular y de Unión Valenciana.
Ha trabajado sobre temas relacionados con los mozárabes españoles, y sobre las hablas de estos en los territorios de la antigua Corona de Aragón. También, y con mayor amplitud, sobre los dialectos románicos, simplificados en la taxonomía tradicional como "mozárabe", hablados en gran parte de la península ibérica (del Duero a Gibraltar) en época de orígenes. Es autor de más de un centenar de artículos de temática histórica y filológica, referidos en especial a ámbitos como la Gramática Histórica, la Dialectología Mozárabe, la Toponimia, el Cristianismo primitivo y postislámico y la Valencia morisca.

## Opiniones sobre su obra
La obra El mozárabe de Valencia. Nuevas cuestiones de fonología mozárabe, donde se mantiene entre otras tesis, la conexión del valenciano con el mozárabe (el románico o dialecto neolatino) anterior a la reconquista, fue criticada por algunos autores (C. Barceló, A. Ferrando, G. Colón, etc.). pero muy bien considerada por otros filólogos, como David. A. Griffin,Michel Banniard, F. Abad, J. L. Rivarola, etc. La obra se referencia frecuentemente como fuente de información objetiva acerca de la historia lingüística peninsular en autores prestigiosos como F. Marcos Marín, J. M. Lipski, Ralph Penny, Bustos Tovar y otros tantos filólogos. Por otra parte, las investigaciones de Peñarroja en lo que se refiere a la vida de los cristianos bajo el islam, ordinariamente bien valoradas, son objeto de referencia frecuente entre especialistas.

## Obras
Es autor de:
- Moriscos y repobladores en el Reino de Valencia: la Vall d’Uxó (1525-1625). Del Cenia Al Segura, Valencia, 1984. ISBN 84-85446-23-2
- El mozárabe de Valencia: nuevas cuestiones de fonología mozárabe. Editorial Gredos, 1990. ISBN 84-249-1418-X
- "Los escribas del Repartiment de Valencia y la diptongación mozárabe de /é/, /ó/, Archivo de Filología Aragonesa 44-45 (1990), pp. 209-227.
- El árabe kanisa 'iglesia' en la toponimia española, Revista de Filología Española 71 (1991), pp. 363-370
- "Los predicativos en español", Thesaurus, BICC 47-2 (1992), pp. 405-422.
- Cristianos bajo el Islam: los mozárabes hasta la reconquista de Valencia. Editorial Gredos, 1993. ISBN 84-249-1633-6Cristianismo valenciano. De los orígenes al siglo XIII, Ajuntament de Valencia, Valencia, 2007. ISBN 978-84-8484-218-7
- Documenta Ecclesiae Uxonensis (Colección de documentos para la historia eclesiástica de Uxó), en V. Borja y otros, El legado del Ángel, Castellón, 2008. ISBN 978-84-482-5136-9
- "El romance nativo del Valle del Ebro y de la Frontera Superior de Al-Ándalus [The Native Romance of the Ebro Valley and the 'Upper Frontier' of Al-Ándalus]", Aragón en la Edad Media 20 (2008), pp. 615-634.
- Cristianos en Valencia antes y después de 711. Una reflexión histórica e historiográfica", Debats 113 (2011), pp. 56-67.
- La qüestió valenciana. Mig sigle de Filologia. Ensayo - prólogo a la reed. de V. Simó Santonja, ¿Valenciano o catalán?, Valencia, 2013. ISBN 978-84-96068-29-2
- Historia de Vall d'Uxó. Diputación Provincial, Castellón, 2013. ISBN  978-8415301-30-1.
- Historia de Vall d'Uxó [2ª edición revisada y aumentada con un apéndice de Historia Contemporánea]. Diputación Provincial, Castellón, 2015. ISBN 978-84-617-2175-7
- "Segunda República y Guerra Civil en Vall d'Uxó (con un epílogo sobre la represión en la Comunidad Valenciana)", Anales de la Real Academia de Cultura Valenciana 91 (2016), pp. 133-185.  ISSN 1130-426X.
- "Mozárabes en el Levante español. Debates esenciales sobre la cuestión mozárabe", en Los mozárabes. Historia, cultura y religión de los cristianos de Al-Ándalus. Actas del I Congreso Internacional de Cultura Mozárabe de Córdoba [2017], Córdoba, ed. Almuzara, 2018, pp. 521-579. ISBN 978-84-17558-16-1.
- "Revisión del debate etimológico sobre el topónimo Segorbe", Liburna 15 (2019), pp. 103-124. ISSN 1889-1128.
- Mozárabe y lenguas de España. Los romances de la Península Ibérica en época de orígenes (siglos VII-XIII), Córdoba, ed. Almuzara, 2022. ISBN 978-84-11312-43-1.
- Toponimia valenciana. Provincia de Castellón. Documentación y estudio crítico-etimológico de mil topónimos, vivos y desaparecidos, de ambas áreas de predominio lingüístico. Córdoba, ed. Almuzara, 2024. ISBN 978-84-10520-36-3.

## Premios
Ha recibido los siguientes premios:
- Premi Extraordinari de l’Ajuntament de Valéncia en els Jocs Florals de la Ciutat i Regne de Valéncia de Lo Rat Penat
- Premi Vinatea, 1998
- Medalla del centenario de Lo Rat Penat, 1998
- Prohom de Lo Rat Penat, 1999
- Vicentet d’honor al Mèrit Cultural de La Vall d’Uxó
- Premi Josep María Guinot a les Lletres Valencianes, 2003
- Palma Daurada individual d’Elig, 2004.